# Ti Amo
Ti Amo es el sexto álbum de estudio de la banda francesa Phoenix. Fue lanzado el 9 de junio de 2017, por Loyauté y Glassnote Records. La grabación comenzó en 2014 en el estudio La Gaîté Lyrique en París, un centro de artes que fue construido en lo que anteriormente era un teatro.
Phoenix dijo en un comunicado de prensa que: «el álbum trata sobre nuestras raíces europeas, latinas, una versión fantaseada de Italia», y que las canciones se centran en «emociones simples y puras: amor, deseo, lujuria e inocencia».  El guitarrista Laurent Brancowitz comentó que «el álbum recuerda al verano y discotecas italianas».
Daniel Glass, director de Glassnote Records, declaró: «Creo que el disco salió de la oscuridad, por preocupación. Pero lo que resultó fue este disco increíblemente colorido».
El primer sencillo, «J-Boy», se lanzó el 27 de abril de 2017 y debutó en el programa Beats 1 de Zane Lowe. The New York Times notó la canción "pulso de disco midtempo",  y fue nombrada "Mejor pista nueva" por Pitchfork. Se realizó en vivo en The Tonight Show Starring Jimmy Fallon el 2 de mayo de 2017. La canción principal fue lanzada como el segundo sencillo el 18 de mayo. Se estrenó en un concierto en Amberes en abril de 2017, junto con «J-Boy», «Lovelife» y «Role Model». «Goodbye Soleil» se lanzó el 2 de junio.
Phoenix recorrió Norteamérica del 12 de mayo al 15 de junio de 2017, concluyendo en el Hollywood Bowl en Los Ángeles. Luego recorrieron Europa y Asia hasta septiembre.

## Recepción
En Metacritic, que asigna una calificación promedio ponderada de 100 a las críticas de la corriente dominante, el álbum recibió un puntaje promedio de 70, basado en 23 revisiones, lo que indica "críticas generalmente favorables".

### Reconocimientos
| Publicación | Premio                        | Año  | Posición | Ref.   |
| ----------- | ----------------------------- | ---- | -------- | ------ |
| NME         | NME's Albums of the Year 2017 | 2017 | 43       | [ 18 ] |

## Lista de canciones
Todas las canciones escritas y compuestas por Phoenix. 
| N.º | Título           | Duración |  |
| 1.  | «J-Boy»          | 4:08     |  |
| 2.  | «Ti Amo»         | 3:25     |  |
| 3.  | «Tuttifrutti»    | 3:52     |  |
| 4.  | «Fior di Latte»  | 4:03     |  |
| 5.  | «Lovelife»       | 2:31     |  |
| 6.  | «Goodbye Soleil» | 3:55     |  |
| 7.  | «Fleur de Lys»   | 3:43     |  |
| 8.  | «Role Model»     | 4:35     |  |
| 9.  | «Via Veneto»     | 2:41     |  |
| 10. | «Telefono»       | 3:43     |  |

Sample credits
- «Lovelife» contiene una muestra de «October (Love Song)» por Chris & Cosey
- "Fleur de Lys" contiene una muestra de «Expensive Shit» por Fela Kuti

## Personal
Adaptado de las notas del álbum.
|  | Phoenix - Deck d'Arcy - Laurent Brancowitz - Thomas Mars - Christian Mazzalai Músicos adicionales - Kinga Burza – edición (pista 7) - Dodi El Sherbini – producción (pista 4 and 9), teclados (track 1) - Thomas Hedlund – tambores - Mike Lévy – asistente (track 4) | Producción - Michael H. Brauer – mezcla (pistas 1, 5, 7, 8 y 9) - Pierre Le Cardinal – soporte técnico de audio - Laurent d'Herbécourt – asistente de edición - Pierrick Devin – mezcla (pista 2–10), producción, grabación, transferencia análoga - Alex Gopher – masterización (pistas 3 y 5–10) - Jean Marc Harel – soporte técnico de audio - Florian Lagatta – transferencia análoga - Joe LaPorta – masterización (pistas 1, 2 y 4) - Steve Vealey – asistente de mezcla, Pro Tools ingeniería - Philippe Zdar – special guidance Diseño de arte - Warren Fu – dirección de arte - Liz Hirsch – diseño - Antoine Wagner – fotografía - Theo Le Sourd – fotografía |

## Posicionamiento
| Lista (2017)                            | Posición más alta |
| --------------------------------------- | ----------------- |
| Australia (ARIA)                        | 36                |
| Austria (Ö3 Austria)                    | 69                |
| Bélgica (Ultratop flamenca)             | 53                |
| Bélgica (Ultratop valona)               | 30                |
| Canadá (Billboard Canadian Albums)      | 59                |
| Francia (SNEP)                          | 24                |
| Alemania (Media Control Charts)         | 50                |
| Irlanda (IRMA)                          | 74                |
| Japón (Oricon)                          | 70                |
| Nueva Zelanda (RMNZ)                    | 7                 |
| Escocia (Scottish Albums Chart)         | 82                |
| España (PROMUSICAE)                     | 80                |
| Suiza (Schweizer Hitparade)             | 28                |
| Reino Unido (UK Albums Chart)           | 83                |
| Estados Unidos (Billboard 200)          | 42                |
| Estados Unidos (Top Alternative Albums) | 3                 |
| Estados Unidos (Top Rock Albums)        | 7                 |